# Aston Villa Football Club 1973-1974
Questa voce raccoglie le informazioni riguardanti l'Aston Villa Football Club nelle competizioni ufficiali della stagione 1973-1974.

## Stagione
Nella stagione 1973-74 l'Aston Villa, dopo aver sfiorato la promozione nell'anno precedente, si rese protagonista di scarse prestazioni in campionato (in cui si piazzò al quattordicesimo posto) e nelle coppe nazionali. Questo risultato comportò il licenziamento di Vic Crowe, sostituito in estate dall'ex allenatore del Manchester City Ron Saunders.

## Maglie e sponsor
Alla prima divisa introdotta nel 1970, ne viene aggiunta una seconda di colore giallo con i bordi e i calzoncini blu.
| Casa | Trasferta |  |

## Rosa[1]
| N. |                             | Ruolo | Calciatore     |
| -- | --------------------------- | ----- | -------------- |
| -  | Inghilterra (bandiera)      | P     | Jimmy Cumbes   |
| -  | Scozia (bandiera)           | P     | Jake Findlay   |
| -  | Inghilterra (bandiera)      | D     | John Gidman    |
| -  | Scozia (bandiera)           | D     | Charlie Aitken |
| -  | Irlanda del Nord (bandiera) | D     | Chris Nicholl  |
| -  | Inghilterra (bandiera)      | D     | Neil Rioch     |
| -  | Inghilterra (bandiera)      | D     | John Robson    |
| -  | Inghilterra (bandiera)      | D     | Roy Stark      |
| -  | Scozia (bandiera)           | D     | Ian Ross       |
| -  | Inghilterra (bandiera)      | D     | Fred Turnbull  |
| -  | Scozia (bandiera)           | C     | Jimmy Brown    |
| -  | Scozia (bandiera)           | C     | Bobby McDonald |
| -  | Scozia (bandiera)           | C     | Bruce Rioch    |

| N. |                             | Ruolo | Calciatore     |
| -- | --------------------------- | ----- | -------------- |
| -  | Scozia (bandiera)           | C     | Pat McMahon    |
| -  | Inghilterra (bandiera)      | C     | Trevor Hockey  |
| -  | Inghilterra (bandiera)      | C     | Ian Hamilton   |
| -  | Inghilterra (bandiera)      | C     | Steve Hunt     |
| -  | Inghilterra (bandiera)      | A     | Ray Graydon    |
| -  | Irlanda del Nord (bandiera) | A     | Bobby Campbell |
| -  | Inghilterra (bandiera)      | A     | Alun Evans     |
| -  | Inghilterra (bandiera)      | A     | Keith Leonard  |
| -  | Inghilterra (bandiera)      | A     | Brian Little   |
| -  | Inghilterra (bandiera)      | A     | Alan Little    |
| -  | Irlanda del Nord (bandiera) | A     | Sammy Morgan   |
| -  | Inghilterra (bandiera)      | D     | Geoff Vowden   |

## Statistiche

### Statistiche di squadra
| Competizione       | Punti | Totale | Totale | Totale | Totale | Totale | Totale | DR |
| Competizione       | Punti | G      | V      | N      | P      | Gf     | Gs     | DR |
| ------------------ | ----- | ------ | ------ | ------ | ------ | ------ | ------ | -- |
| Second Division    | 41    | 42     | 13     | 15     | 14     | 48     | -34    |    |
| FA Cup             | -     | 4      | 2      | 1      | 1      | 6      | 3      | +3 |
| Footbal League Cup | -     | 1      | 0      | 0      | 1      | 1      | 0      | +1 |